# 三崎村 (愛媛県)
三崎村（みさきむら）は、1955年（昭和30年）まで愛媛県西宇和郡にあった村である。
現在の西宇和郡伊方町の最西端、佐田岬半島の突端に位置する農漁村であった。昭和の合併により三崎町、さらに平成の合併を経て現在は伊方町の一部となっている。

## 地理
現在の伊方町の最も西。佐田岬半島の突端で、九州・佐賀関に対している。北側を伊予灘に、南側を宇和海に面している。東は神松名村に接している。三崎集落以外の大半は険しい海岸線を形成している。付近の海域は好漁場であり、漁業が発達した。
地名の由来
- 藩政期から当村や東の神松名村とともに「三崎浦」と総称されていた。

## 歴史
古代 - 中世
- 大きく西に突き出した地のため、古来、漂着も含め九州方面からの人の出入りがあったものと推察されている。伊予灘側の仁田浜から、縄文時代のものとみられる大分県姫島産の黒曜石が出土しており、当地は古くから九州方面との交流があったことを裏付けている。
- 藤原純友の軍勢が砦を築き、多くの海賊が住み着いたとも言われている。
- 壇ノ浦の戦いに破れた平家の落人が漂着したとの言い伝えが正野地区などに遺されている。
- 戦国期には宇都宮房綱の所領の一部であったとされる。九州の大友氏に備え、元亀年間には大佐田に山崎城が築かれ二宮新吉が城主となったが、後に佐田の松森城に移った。新吉の没後、家臣が二宮氏を継いで、この地を治めた。

藩政期
- 宇和島藩領。
- 宇和島藩の伊達家は藩内を10の組に分け統治したが、当村は「保内組」に属し、さらにその中で当村一帯は「三崎浦」に属すものとされた。宇都宮氏の支配の時代を含め9代、約150年にわたって二宮氏が庄屋を、その後寛政年間から兵頭氏が務めた。
- 佐田浦の港は中継港として栄えたほか、宇和島藩の参勤交代の海上ルートでもあり、佐田には舟番所が置かれた。
- 文政年間に松浦からの移住により与侈浦が開拓される。
- 1867年（慶応3年） - 串の植田氏により正野の開拓が始まり、明治になって1集落を形成した。

明治以降
- 1874年（明治7年） - 三崎小学校開校。
- 1880年（明治13年） - 三崎郵便局開局。
- 1881年（明治14年） - 朝鮮半島方面への出漁始まる。
- 1886年（明治19年） - 松浦の宇都宮誠集により夏柑が当地に導入される。三崎浦を中心に広まる。

三崎村成立後
- 1889年（明治22年）12月15日 - 明治の町村制・市制施行時に、8箇村（浦）が合併し三崎村となる。
三崎本浦、佐田（さだ）、大佐田（おおさだ）、高（たか）、井野（いの）、与侈（よぼこり）、串（くし）、正野（しょうの）
- 1921年（大正10年）芸予要塞佐田岬砲台　造営開始。
- 1926年　正野谷桟橋（軍艦桟橋）完成。
- 1955年（昭和30年）3月31日 - 神松名村と合併、町制施行により、三崎町となる。

```
神松名村の系譜
（町村制実施以前の村）　（明治期）
　　　　　　　　　　　　町村制施行時
釜木浦　　━━━┓
平磯浦　　━━━┫
二名津浦　━━━╋━━━　神松名村　━━━━━┓
名取浦　　━━━┫　　　　　　　　　　　　　　┃　　　合併、町制
明神浦　　━━━┫　　　　　　　　　　　　　　┃　（昭和30年3月31日）
松浦　　　━━━┛　　　　　　　　　　　　　　┣━━━　三崎町
与侈浦　　━━━┓　　　　 　                 ┃
串浦　　　━━━╋━━━　三崎村　　━━━━━┛
正野浦　　━━━┫
高浦　　　━━━┫
佐田浦　　━━━┫
大佐田浦　━━━┫
井野浦　　━━━┛

（注記）平成の合併の系譜については、三崎町の記事を参照のこと。

```

## 地域
明治の合併前の8つの浦がそのまま大字となった。
三崎本浦が村の中心で、高、佐田、大佐田、井野が三崎本浦の南側。東から与侈、串、正野が三崎本浦の北側の佐田岬突端側に位置し、こちら側はとりわけ断崖海岸となっている。

## 行政
役場は大字三崎（本浦）におかれていた。

## 産業

### 漁業
正野・串・与侈などの集落では漁業が発達した。鰯、鰤のほか、磯に恵まれておりアワビ、サザエ、テングサなどの海藻類など。漁船によるもののほか、特に海士による素もぐり漁に特徴がある。漁法の特徴からみて沖縄や五島列島から伝わったものとの説もある。宇和島藩伊達秀宗が建立した野坂大権現の棟札には大蛸が抱えていた光る珠を海士が引き上げ祭ったという言われもあり、17世紀頃には既に海士漁が成立していたことを示すものとされる。1881年（明治14年）には串浦の岡崎孫太郎ら10数名が初めて朝鮮半島沿岸でアワビ取りに従事した。大正年間にピークを迎え、当時はほとんどの海士が海外出漁の経験があったとの記録がある。
宇和海側の高浦では、網元が見張りを立て漁民を統率し、大型の網を用いて三崎湾に入り込んだ鰤を捕らえていた。また、同組織によって干鰯の加工も行なわれた。
昭和23年には愛媛県下最大の漁獲量を記録した。

### 農業
南部の佐田・高等は傾斜が緩やかであったこともあり、農業が発達した。1886年（明治19年）に当地に夏柑が導入され、産地を形成し、三崎港は積み出しでにぎわった。その他、米、裸麦、甘藷芋など。

## 交通
鉄道は通っていない。
三崎港に佐賀関港とのフェリーが就航したのは、三崎町になってからかなりたった1969年（昭和44年）である。